# La dona a les religions

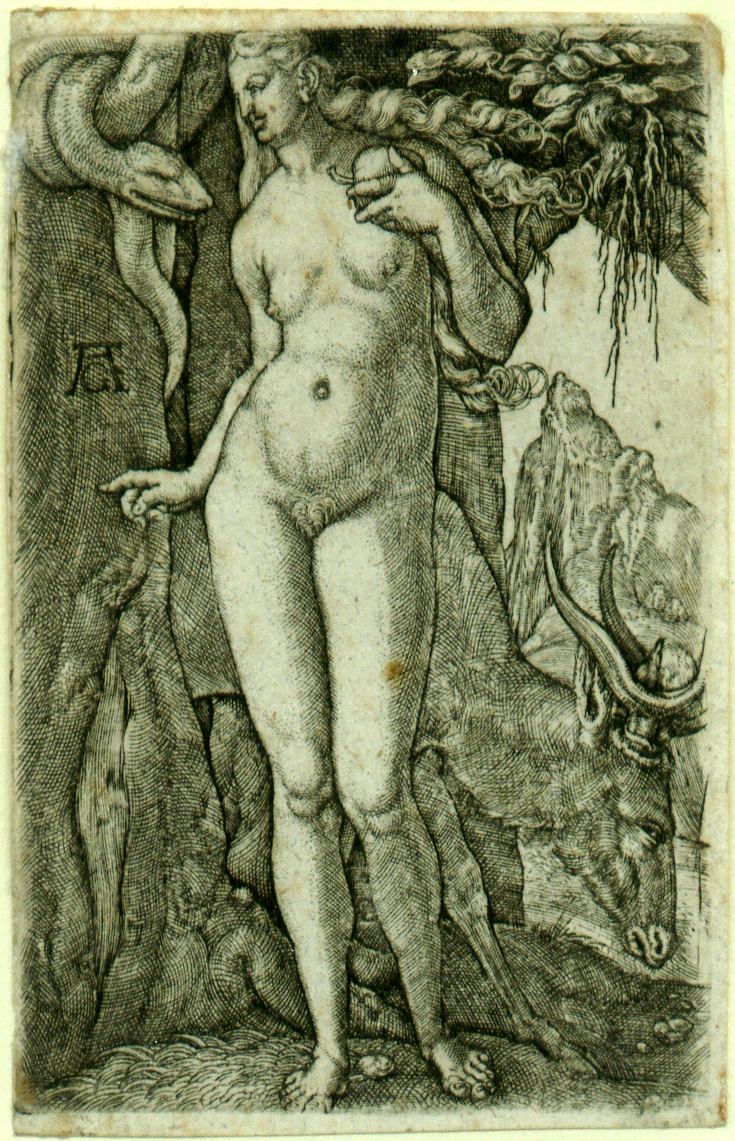
Eva té curiositat pel coneixement i és castigada

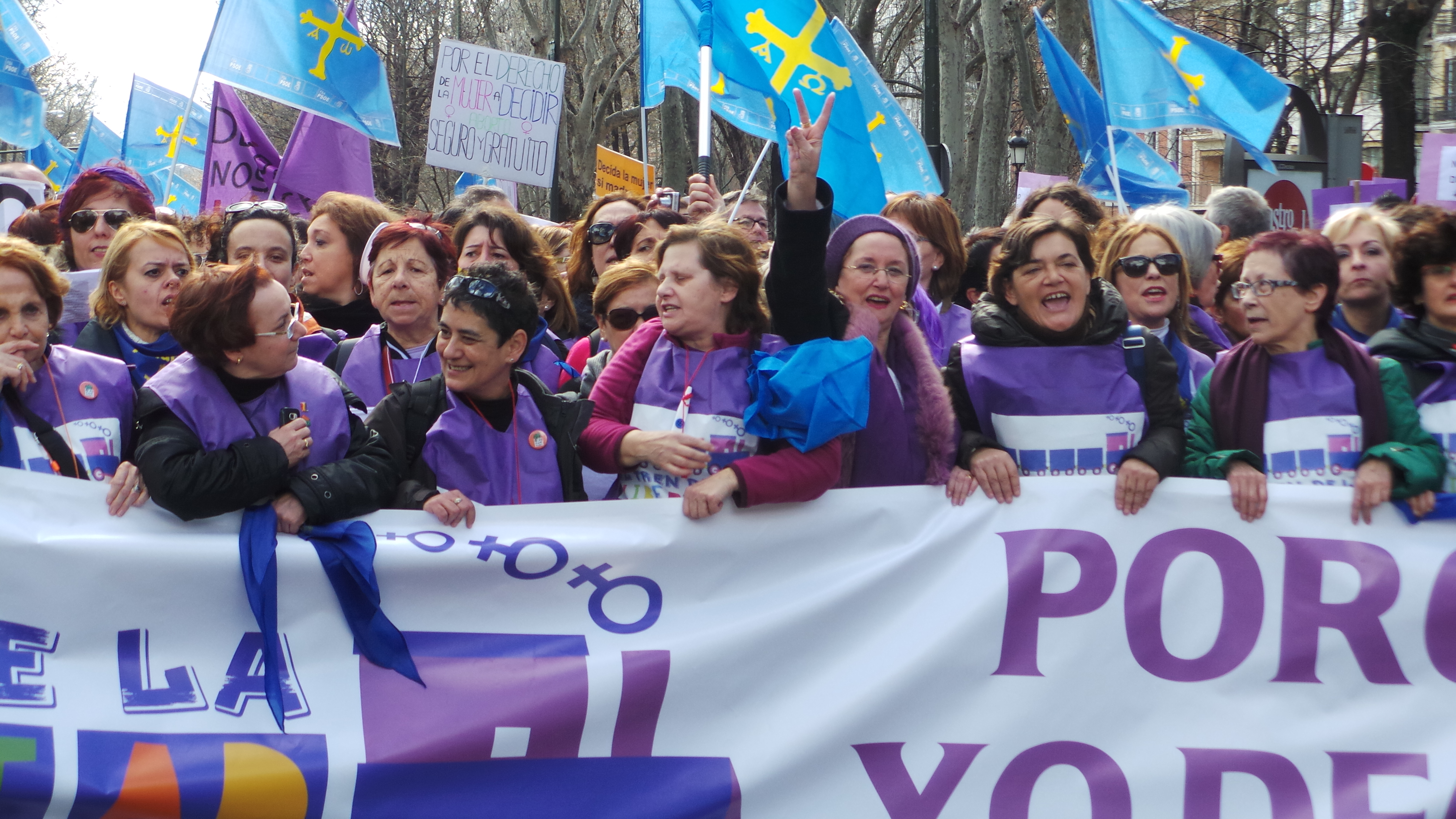
Lluitant pel dret a l'avortament l'any 2014

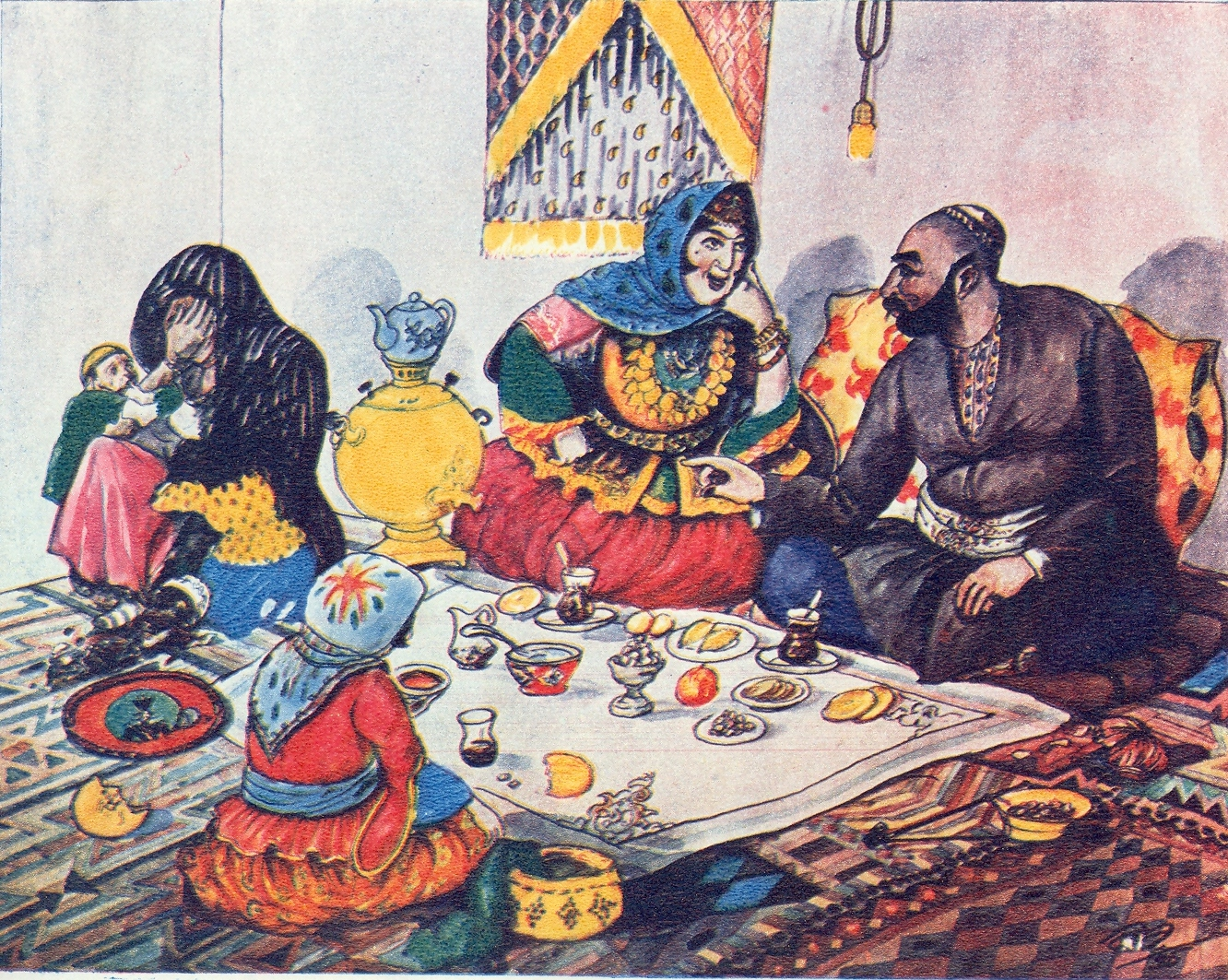
Algunes religions permeten una poligàmia a la qual un home pot tenir més d'una dona però cap dona més d'un marit

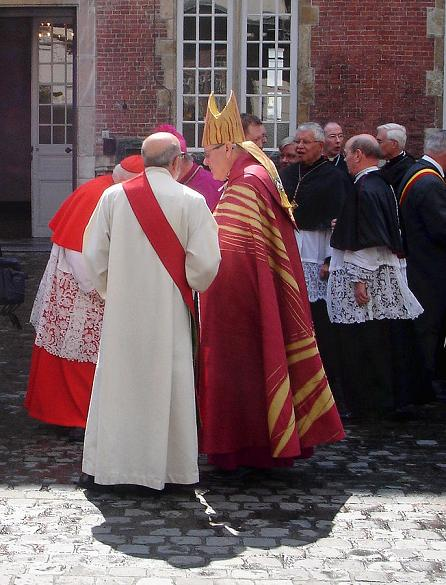
En poques religions les dones poden exercir el sacerdoci ni entrar a l'estructura política

Les dones a les religions és una descripció del paper que han exercit i actualment exerceixen les dones a les religions, la visió que cada religió té d'elles, com són tractades, els seus drets i deures i, si hi ha alguna diferència de rol, pel que fa a la religió, amb homes o altres gèneres i quina.

## Cristianisme
En el cristianisme, cal assenyalar que l'Església Catòlica exclou l'ordenació de dones, no reconeix el divorci (que l'equipara a l'adulteri com la separació) ni la sexualitat fora del matrimoni catòlic o l'avortament, o fins i tot els anticonceptius per mètodes no naturals. Tanmateix, des del principi, ha prohibit la poligàmia i el repudi, que eren una pràctica habitual en el món antic.
El protestantisme advoca pel sacerdoci universal i, per tant, el de les dones. No obstant això la llibertat o prohibicions en relació amb les dones decretats per la religió varien molt fortament segons els corrents protestants, del més liberal fins al més ortodox.

## Islam
L'Islam no admet la confusió dels papers masculí i femení, ni la pràctica del sexe fora de la unió de la parella. Aquesta religió ofereix la possibilitat de divorci sota certes condicions. L'home musulmà té el deure de protegir la seva esposa i de deixar-li llibertat per triar les seves activitats. La dona té el dret de treballar o de divorciar-se sense el consentiment del seu espòs. La dona és percebuda com a impura en període de menstruació i per alleujar aquest fenomen biològic li és prohibida l'oració. L'Islam permet l'avortament en algunes situacions, per exemple, quan la conservació de la fetus posa la vida de la mare en perill. La poligàmia és permesa per l'Alcorà. L'Islam permet la poligàmia en certes condicions: l'home no hauria de centrar qualsevol de les seves esposes, s'ha de donar diners uniformament, només pot tenir quatre esposes i sota en el consentiment de la seva primera dona, etc.

## Judaisme
El judaisme per assignar funcions específiques als homes i les dones, especialment en Jueus ortodoxos les dones tenen poc accés a la Rabinat i es perceben com "impures" durant el seu període menstrual. La pràctica sexual fora matrimoni està prohibida i les parelles han de respectar les normes de la niddah "lleis de la puresa de la família". El divorci i el repudi, són permesos però desaconsellats. L'avortament es permet en els casos següents: si el fetus posa en perill la vida de la mare, el fetus és incorrecte, o que la mare és mentalment incapaç d'assumir l'embaràs. La contracepció està prohibida. La poligàmia tradicionalment permesa, està prohibida a partir del segle xi.

## Budisme
En el Budisme, les dones han exercit un paper molt important i el Buda Siddharta Gautama va donar plena coordinació. Tanmateix, amb el temps, el nombre de monges ha estat menys desenvolupat que el dels monjos budistes en els països. Així, en Tibet, és ((formatnum: 27000)) abans de la invasió xinesa de 1959 quan hi havia al voltant de ((formatnum: 592000)) monjos. Al voltant d'una associació internacional de la dona, Carola Roloff està involucrat en el desenvolupament de la dona en el budisme

## Teologia feminista

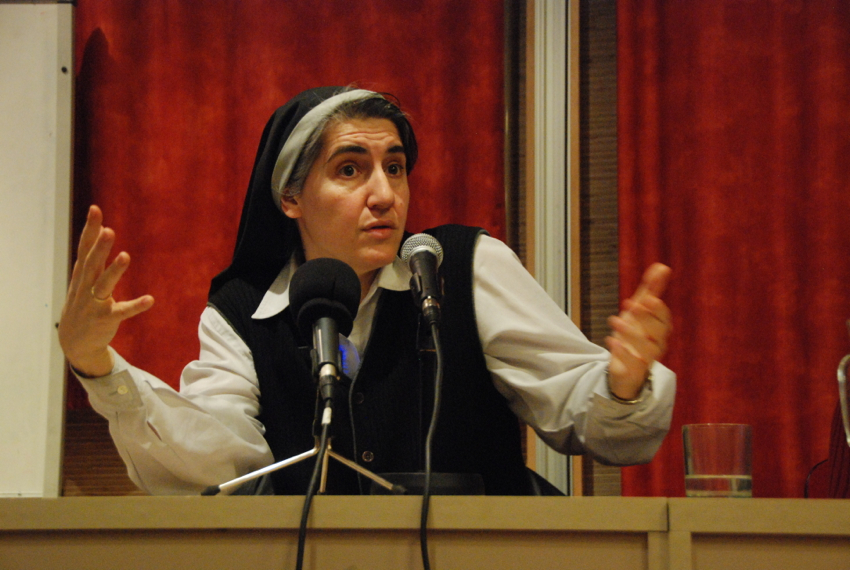
Teresa Forcades

En el cristianisme, per exemple, al llarg de la història, s'ha anat desenvolupant la teologia feminista, especialment en el darrer segle, en paral·lel al desenvolupament dels moviments civils d'alliberament de les dones. Existeixen diverses organitzacions que treballen aquesta qüestió tant d'àmbit internacional com la Conferència per l'Ordenació de les Dones (WOC, per les sigles en anglès), a escala europeua com l'Associació Europea de Dones en la Investigació Teològica (ESWTR, per les sigles en anglès). En l'Estat Espanyol existeix Mujeres y Teologia i la Asociación de Teólogas Española (ATE).
En l'àmbit català hi ha també Col·lectiu de Dones en l'Església, Creients i Feministes i Dones Creients. Entre aquestes destaca Teresa Forcades que va dedicar la tesi doctoral en teologia al concepte de persona, i la tesi de llicenciatura a la Trinitat, obra que s'ha publicat en el llibre La Trinitat, avui (Publicacions de l'Abadia de Montserrat, 2005). A més, ha publicat La teologia feminista en la història (Fragmenta Editorial, 2007). Forcades considera que la teologia feminista és una teologia crítica o de l'alliberament, que sorgeix quan es percep la contradicció entre el discurs teològic sobre les dones i l'experiència de Déu de cada dona. El tractament del paper de la dona, el celibat o l'avortament, des d'una perspectiva crítica feminista i religiosa, s'ha fet ressò en els mitjans de comunicació.